# التلفزيون البريطاني في 1973
هذه قائمة بالأحداث المتعلقة التي حدثت بالتلفزيون البريطاني منذ عام 1973.

## الأحداث
- 1973 - إطلاق خمس محطات تلفزيونية تجريبية للكابلات المجتمعية. وهي تشمل شيفيلد كابليفيجن وقناة بريستول وسويندون فيوبوينت.

### يناير
- 4 يناير - المملكة المتحدة والمسلسل الكوميدي العالمي الذي حطم الرقم القياسي العالمي لاست أوف ذا سامر واين يبدأ كطيار مدته 30 دقيقة في برنامج Comedy Playhouse على بي بي سي الأولى. بدأ السلسلة الأولى في 12 نوفمبر ويستمر البرنامج لمدة 37 عامًا حتى أغسطس 2010.
- 6 يناير - شارع سمسم ، المسلسل التعليمي الأمريكي للأطفال الذي يستمر طويلاً، يتم بثه على UTV ، وهي المرة الأولى التي يتم فيها بث المسلسل على التلفزيون في أيرلندا الشمالية.
- 11 يناير - الجامعة المفتوحة تمنح شهاداتها الأولى.[1]

### فبراير
- 5 فبراير - ظهرت شخصيات إليزابيث بيريسفورد الشهيرة The Wombles في مسلسل تلفزيوني رسوم متحركة بإيقاف الحركة رواه برنارد كريبينز وألحان مايك بات على بي بي سي الأولى.
- 15 فبراير - الحلقة الأولى من Some Mothers Do 'Ave' Em ، بطولة مايكل كروفورد، يتم بثها على بي بي سي الأولى.

### مارس
- 14 مارس - هل يتم خدمتك؟ تبدأ أول سلسلة منتظمة لها، بعد ستة أشهر من بث الحلقة التجريبية كجزء من مسلسل Comedy Playhouse .
- 25 مارس - يتم بث الحلقة التجريبية من برنامج Open All Hours كجزء من سلسلة روني باركر Seven of One على بي بي سي الأولى.
- آذار (مارس) - تبدأ عمليات إرسال النص التليفزيوني التجريبية من سيفاكس.

### أبريل
- 1 أبريل - "السجين والمرافقة"، الحلقة التجريبية من Porridge ، يتم بثها كجزء من Seven of One .

### مايو
- من 5 مايو إلى 28 يوليو - تم بث مسلسل تلفزيوني لهيئة الإذاعة البريطانية The Ascent of Man ، من تأليف وتقديم جاكوب برونوفسكي؛ يوجد أيضًا كتاب مبيع مرفق.
- غير معروف - يبث شارع سمسم على قناة Westward Television لأول مرة، في الأصل أيام الأحد حتى الصيف المقبل عندما يُعرض يوم السبت.

### يونيو
- لا أحداث.

### يوليو
- لا أحداث.

### أغسطس
- 6 أغسطس - توفي جيمس بيك، الذي يلعب دور البطولة الخاصة ووكر في المسلسل الكوميدي الشهير جيش الآباء في قناة بي بي سي، بسبب انفجار البنكرياس عن عمر يناهز 44 عامًا. على الرغم من استمرار المسلسل حتى عام 1977، إلا أن جزء Walker لم يتم إعادة صياغته ويستمر العرض بدونه.
- 24 أغسطس - يتم عرض أفلام اختبار التجارة الملونة على بي بي سي الثانية للمرة الأخيرة.

### سبتمبر
- 10 سبتمبر - تلقى The Goodies أول بث له على التلفزيون في زامبيا على ZBS .

### أكتوبر
- 8 أكتوبر -
  - بات فينيكس يترك دور Elsie Tanner في شارع كورونيشن بعد ثلاثة عشر عامًا.
  - أصبحت إل بي سي أول محطة إذاعية محلية مستقلة قانونية في المملكة المتحدة عندما تبدأ البث قبل السادسة بقليل صباحا، توفير راديو حواري لمنطقة لندن. تم الترحيب به على الهواء من قبل London Weekend Television .
- 31 أكتوبر -
  - يبدأ الفيلم الوثائقي التاريخي The World at War والمكون من 26 جزءًا من قناة Thames Television .
  - تبدأ الحلقة السادسة من المسلسل الكوميدي على تلفزيون بي بي سي، جيش الآباء بحلقة " The Deadly Attachment " التي تحتوي على "لا تخبره يا بايك ! التي تم تصنيفها كواحدة من أفضل ثلاث لحظات كوميدية على التلفزيون البريطاني.[2]

### نوفمبر
- 12 نوفمبر - بدأت السلسلة الأولى من لاست أوف ذا سامر واين على بي بي سي الأولى.
- 14 نوفمبر - بثت بي بي سي و ITV تغطية حية واسعة النطاق لحفل زفاف الأميرة آن ومارك فيليبس.
- 23 نوفمبر - الذكرى العاشرة للحلقة الأولى من دكتور هو .
- إطلاق الحملة الإعلانية Smash Martians على ITV.

### ديسمبر
- 17 ديسمبر - أعلنت الحكومة عن إجراءات صارمة لخفض استهلاك الكهرباء بسبب الإضراب المستمر في البلاد. جزء من هذه الإجراءات هو أن كلاً من BBC و ITV يُطلبان إنهاء يوم البث في وقت أبكر من المعتاد، حوالي الساعة 10:30 مساءً من أجل توفير الطاقة. تبدأ عمليات الإغلاق المبكرة اليوم وتستمر حتى يوم الأحد 23 ديسمبر. ثم يتم رفعها حتى يمكن بث برامج الكريسماس ورأس السنة الجديدة كالمعتاد وتوفر بعض الراحة الخفيفة للجمهور. سيتم إعادة فرض القيود اعتبارًا من يوم الاثنين 7 يناير 1974 وستبقى لمدة شهر آخر.

## لأول مرة

### بي بي سي الأولى
- 9 كانون الثاني (يناير) - ماذا حدث للفتيان المحتملين؟ (1973-1974)
- 14 يناير - وودستوك (1973)
- 25 يناير - يصيح بغداد (1973)
- 5 فبراير - The Wombles (1973-1975، 1990-1991 BBC ، 1996-1997 ITV)
- 15 فبراير - بعض الأمهات يقمن بعمل 'Ave' Em (1973–1978)
- 18 فبراير - أميرة صغيرة (1973)
- 26 فبراير التمساح (1973)
- 13 مارس - ليزي نازف (1973-1975)
- 25 أبريل - عرض جوردون بيترز (1973)
- 11 مايو - سكوتش أون ذا روكس (1973)
- 26 مايو - هذه هي الحياة! (1973-1994)
- 6 يونيو - ابن العروس (1973)
- 7 يونيو - سفينة حربية (1973-1977)
- 13 يونيو - نحن الأبطال (1973-1995)
- 16 يونيو - قانون ساذرلاند (1973-1976)
- 13 يوليو - Jack the Ripper (1973)
- 19 يوليو - اللعب المركزي (1973–1978)
- 20 أغسطس - لماذا لا؟ (1973-1995)
- 1 سبتمبر - Moonbase 3 (1973)
- 12 سبتمبر - أوه، أبي! (1973)
- 13 سبتمبر - كازانوفا 73 (1973)
- 14 سبتمبر مؤامرة دوناتي (1973)
- 12 نوفمبر -
  - يا قيصر! (1973)
  - حصان التراكوتا (1973)
  - آخر نبيذ الصيف (1973-2010)

### بي بي سي الثانية
- 15 فبراير - Weir of Hermiston (1973)
- 4 مارس - فتيات بيركروس (1973)
- 25 مارس - Seven of One (1973)
- 1 أبريل - بعيدًا عن كل شيء (1973)
- 19 أبريل - شيري (1973)
- 1 مايو - صورة لكاثرين مانسفيلد (1973)
- 20 مايو - M * A * S * H
- 24 مايو أغنية الأغاني (1973)
- 28 يونيو - امرأتان (1973)
- 26 يوليو - دبوس لرؤية Peepshow (1973)
- 14 أغسطس - الأسود والأزرق (1973)
- 6 سبتمبر - آنذاك والآن (1973)
- 23 سبتمبر - خصم التنين (1973)
- 6 أكتوبر - جين اير (1973)
- 15 تشرين الأول (أكتوبر) - المدينة الثانية (1973–1978)
- 8 ديسمبر - فيينا 1900 (1973-1974)
- 14 ديسمبر - فروست ويكلي (1973-1974)
- 27 ديسمبر - عرض فيرا لين (1973-1975)

### ITV
- 1 يناير - بيبكنز (1973-1981)
- 14 فبراير - كل أيام السبت (1973)
- 3 فبراير - نو مانز لاند (1973)
- 25 فبراير - القشور العليا (1973)
- 28 فبراير - قانون جنسن (1973)
- 12 مارس - هيكوري هاوس (1973-1977)
- 13 مارس - So It Goes (1973)
- 8 أبريل - طفلنا (1973)
- 11 أبريل - كرسي بذراعين 30 (1973)
- 14 أبريل - إثارة (1973-1976)
- 30 نيسان - شعب الغد (1973-1979، 1992-1995)
- 2 مايو - دوللي (1973)
- 11 مايو - بين الحربين (1973)
- 15 مايو - يا براين! (1973)
- 30 مايو - الأطفال من 47 أ (1973-1974)
- 4 يونيو - Hunter's Walk (1973–1976)
- 12 يونيو - سام (1973-1975)
- 26 يونيو - لا أحد نورمان الحكمة (1973)
- 11 يوليو - شابي تايجر (1973)
- 13 يوليو - السير يلو (1973)
- 29 يوليو - بولر (1973)
- 12 أغسطس - ذات مرة (1973)
- 15 أغسطس -
  - رجل عن المنزل (1973-1976)
  - ريج فارني (1973–1974)
- 1 سبتمبر - ألغاز أورسون ويلز العظيمة (1973-1974)
- 4 سبتمبر - Up the Workers (1973-1976)
- 21 سبتمبر - هيلين: امرأة اليوم (1973)
- 29 سبتمبر - وجوه جديدة (1973–1978، 1986–1988)
- 30 سبتمبر - The Brontës of Haworth (1973)
- 3 أكتوبر - رجال الشؤون (1973)
- 26 أكتوبر - بيلي ليار (1973-1974)
- 29 أكتوبر - تل تاربي (1973)
- 30 أكتوبر - شخصية مسجلة (1973-1974)
- 31 أكتوبر -
  - ساعة تومي كوبر (1973-1975)
  - العالم في الحرب (1973-1974)
- 1 نوفمبر - لوط بيريل (1973-1977)
- 4 نوفمبر - البرتقال والليمون (1973)
- 12 نوفمبر -
  - وقت النونية (1973-1980)
  - روبرتس روبوت (1973–1974)

## برامج تلفزيونية

### العودة ذاك العام بعد انقطاع لمدة عام أو أكثر
- ليلة الأحد في بلاديوم لندن (1955-1967، 1973-1974)

## البرامج التلفزيونية المستمرة

### عشرينيات القرن الماضي
- بي بي سي ويمبلدون (1927-1939، 1946-2019، 2021 حتى الآن)

### الثلاثينيات
- سباق القوارب (1938-1939، 1946-2019)
- بي بي سي للكريكيت (1939، 1946-1999، 2020-2024)

### الأربعينيات
- تعال للرقص (1949-1998)

### الخمسينيات
- الأيام الخوالي (1953-1983)
- بانوراما (1953 حتى الآن)
- ديكسون دوك جرين (1955-1976)
- ممتاز جدا (1955-1984، 2020 إلى الوقت الحاضر)
- فرصة نوكس (1956-1978، 1987-1990)
- هذا الأسبوع (1956-1978، 1986-1992)
- مسرح الكرسي (1956-1974) [3]
- ماذا تقول الأوراق (1956-2008)
- السماء في الليل (1957 إلى الوقت الحاضر)
- بلو بيتر (1958 إلى الوقت الحاضر)
- المدرج (1958-2007)

### الستينيات
- شارع التتويج (1960 إلى الوقت الحاضر)
- أغاني التسبيح (1961 - حتى الآن)
- ستيبتو وابنه (1962-1965، 1970-1974)
- سيارات زي (1962-1978)
- سحر الحيوان (1962-1983)
- دكتور هو (1963-1989، 2005 حتى الآن)
- العالم في العمل (1963-1998)
- توب أوف ذا بوبس (1964-2006)
- مباراة اليوم (1964 حتى الآن)
- مفترق طرق (1964-1988، 2001-2003)
- مدرسة اللعب (1964-1988)
- السيد والسيدة (1964-1999)
- اتصل بي بلاف (1965-2005)
- عالم الرياضة (1965-1985)
- جاكانوري (1965-1996، 2006)
- سبورتس نايت (1965-1997)
- إنها ضربة قاضية (1966-1982، 1999-2001)
- برنامج المال (1966-2010)
- الطلقة الذهبية (1967-1975)
- مسرح ITV (1967-1982)
- جيش أبي (1968-1977)
- العقعق (1968-1980)
- المباراة الكبيرة (1968-2002)
- كلانجرز (1969-1974، 2015 إلى الوقت الحاضر)
- سيرك مونتي بايثون الطائر (1969-1974)
- على الصعيد الوطني (1969-1983)
- اختبار الشاشة (1969-1984)

### السبعينيات
- الأشياء الجيدة (1970-1982)
- الطابق العلوي، الطابق السفلي (1971-1975، 2010-2012)
- خط أوندين (1971-1980)
- اختبار صافرة غراي القديمة (1971-1987)
- The Two Ronnies (1971–1987، 1991، 1996، 2005)
- كولديتز (1972–1974)
- الحماة (1972-1974)
- أحب جارك (1972-1976)
- كلابيربورد (1972-1982)
- محكمة التاج (1972-1984)
- طاحونة بيبل آت ون (1972-1986)
- هل يتم خدمتك؟ (1972-1985)
- قوس قزح (1972-1992، 1994-1997)
- إميرديل (1972 حتى الآن)
- نيوزراوند (1972 حتى الآن)
- عطلة نهاية الأسبوع العالمية (1972-1988)

## إنتهت في عام 1973
- شاهد مع الأم (1946-1973)
- الأب، الأب العزيز (1968-1973)
- Freewheelers (1968–1973)
- الأقرب والأعز (1968-1973)
- فلاكستون بويز (1969-1973)
- في الحافلات (1969-1973)
- جريمة الشغف (1970-1973)
- . . . والأم تصنع ثلاثة (1971-1973)
- عصابة شارع فين (1971-1973)
- الآن انظر هنا (1971-1973)
- فوليفوت (1971-1973)
- آرثر البريطاني (1972-1973)
- الحرب والسلام (1972-1973)
- وودستوك (1973)

## المواليد
- 29 يناير - ميراندا كريستوفنيكوف، مقدمة علمية
- 7 فبراير - كيت ثورنتون، صحفية ومقدمة برامج
- 8 فبراير - سونيا ديول، مقدمة
- 3 مارس - أليسون كينج، ممثلة
- 5 أبريل - جيسون دون، ممثل
- 24 أبريل - غابي لوجان، مقدمة إعلامية
- 30 أبريل - لي فرانسيس، كوميدي
- 8 مايو - ماركوس بريجستوك، الممثل الكوميدي والممثل وكاتب السيناريو الإنجليزي
- 19 مايو - أليس روبرتس، عالمة الأنثروبولوجيا البيولوجية والمقدمة العلمية
- 21 مايو - نويل فيلدينغ، ممثل كوميدي وممثل
- 24 مايو - ديرموت أوليري، مقدم إعلامي
- 26 مايو - جولي ويلسون نيمو، ممثلة اسكتلندية
- 9 يونيو - إيان لي، ممثل كوميدي ومقدم إعلامي
- 16 يونيو - أماندا بيرام، مقدمة البرامج الأيرلندية المولد
- 3 يوليو - إيما كونيف، ممثلة
- 11 أكتوبر - مارك تشابمان، المذيع ومذيع الأخبار
- 21 أكتوبر - بيفرلي تورنر، مقدمة إعلامية
- 5 نوفمبر - دانييلا ويستبروك، ممثلة ومقدمة برامج تلفزيونية
- 8 ديسمبر - كيم ميدكالف، ممثلة

## حالات الوفاة
- 31 مارس - جورج وودبريدج، 66 عامًا، إنيجو بيبكين في بيبكينز
- 6 أغسطس - جيمس بيك، 44 عامًا، الجندي ووكر في جيش أبي